# Mikhaïl Zenkevitch
Mikhaïl Alexandrovitch Zenkevitch (russe : Михаи́л Алекса́ндрович Зенке́вич), né 9 mai 1886 (21 mai dans le calendrier grégorien), dans le village de Nikolaievski Gorodok, aujourd'hui Oktiabrski Gorodok, dans le Gouvernement de Saratov et mort le 14 septembre 1973, à Moscou) est un poète, écrivain, traducteur et journaliste russe et soviétique. Figure de l'acméisme, il est aussi considéré comme l'un des fondateurs de l'école soviétique de traduction poétique.

## Biographie
Mikhaïl Zenkevitch est né dans un village de la région de Saratov. Son père Alexandre Ossipovitch Zenkevitch enseigne les mathématiques au collège agricole de Marinski, sa mère Evdokiia Semionovna (née Neshcheretova) était professeur de lycée. En 1904, diplômé du lycée de Saratov, Mikhaïl Zenkevitch part à l'étranger, passe deux ans en Allemagne, et étudie dans les Universités d'Iéna et de Berlin,.
Il publie en 1906 ses trois premiers poèmes dans une revue de Saratov, (ru) Жизнь и Школа (Vie et École). En 1907 après avoir emménagé à Saint-Pétersbourg, il commence à écrire pour différents magazines. En 1910, il rencontre Nikolaï Goumilev qui lui fait publier certains de ses vers dans la revue Apollon (N ° 9, 1910). À partir de 1911, il participe activement à l'Atelier des poètes, intègre les cercles acméistes, et se lie d'amitié avec Vladimir Narbout.

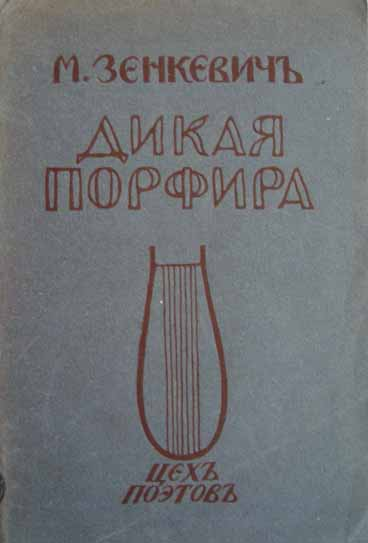
Couverture de La porphyre sauvage de Mikhaïl Zenkevitch, éditée par lAtelier des poètes en 1912

Il s'inscrit alors à la faculté de droit de l'Université d'État de Saint-Pétersbourg dont il est diplômé en 1915. Il publie en 1912, avant la fin de ses études, son premier recueil de poésies, (ru) Дикая порфира (La porphyre sauvage), également un des deux premiers édités par l'Atelier des poètes, avec Le soir,  d'Anna Akhmatova. Proche de Nikolaï Goumilev, Valéri Brioussov, Viatcheslav Ivanov ou Sergueï Gorodetski, il y applique les principes de l'acméisme, mais y mêle un regard tourné vers les objets matériels, terre, feu, eau, pierre et métaux, à une inspiration historique et une bestiaire fantastique. L'accueil de la critique est positif, et Boris Sadovskoï en fait l'éloge.
En décembre 1917 Zenkevitch retourne dans sa région natale pour intégrer l'équipe du journal local (ru) Саратовские известия (Les nouvelles de Saratov). Il y rencontre l'historien et philosophe Gueorgui Fedotov (ru), qui aura une influence sur sa pensée. En 1918, son deuxième recueil, (ru) Четырнадцать стихотворений, (Quatorze Poèmes) est publié. Un an plus tard il est appelé dans l'Armée Rouge, où il a sert pendant trois ans, d'abord comme secrétaire d'un tribunal de régiment et dans celui du quartier général du Front du Caucase comme secrétaire-greffier, puis comme instructeur militaire.
Il continue à écrire et en 1921, publie (ru)Пашня танков (Labours de chars). Deux recueils sont prêts à être publiés mais ne le seront pas : (ru) Лирика (Paroles) et (ru) Порфибагр (Porphybagr), dans lequel il rassemble des vers écrits de 1909 à 1918, dont Le porphyre pourpre et (ru) Под мясной багряницей (La couleur de la viande). Ils sont dans la continuité de son picturalisme « flamand » antérieur. Il repasse alors brièvement à Saint-Pétersbourg, et y rencontre Akhmatova, Mikhaïl Lozinski, et Fiodor Sologub. Lui vient l'idée d'un livre-mémoire, Мужицкий сфинкс (Le sphinx de Moujitski), auquel il travaille de 1922 à 1928, et qui sortira seulement en 1991,. Il est traduit en français sous le titre d'Elga, roman-souvenir.
Zenkevitch vit jusqu'en 1923 à Saratov, où il est chef du bureau de Rosta, l'agence télégraphique russe et donne des conférences, sur Alexandre Blok, Velimir Khlebnikov et d'autres poètes. Il écrit à cette époque le drame (ru) Альтиметр (Altimètre), qu'il qualifie de « trago-relief en prosovers ».
En 1923, il s'installe à Moscou et rejoint la revue Работник просвещения (L'ouvrier de l'instruction), comme secrétaire, puis chez les éditeurs (ru)Земля и фабрика (Terres et fabriques) et Goslitizdat (ru), où il s'occupe des publications étrangères. En 1934-1936, il intègre Novy Mir comme éditeur au département de poésie Il traduit depuis le français, l'allemand et l'anglais. Sa première traduction, Mai 1971,de Victor Hugo, est publiée en 1923. Il participe à l'édition de l'anthologie Jeune Allemagne (1926), des Premières chansons de la révolution française (1934), du Folklore de Kabardie (1936), de l'anthologie des Poètes de l'Amérique (1936), de l'Anthologie de la nouvelle poésie anglaise (1937). Il se concentre ensuite sur la traduction des poètes américains classiques et contemporains. Il traduit également Mesure pour mesure,  Jules César et Le marchand de Venise de William Shakespeare,. Il est également le traducteur de Taras Chevtchenko.
Il continue à publier de la poésie : en 1926 (ru) Под пароходным носом (Sous le nez du vapeur),  en 1928 (ru)Поздний пролёт (Survol tardif) et en 1931 (ru) Машинная страда (Moisson mécanique). Un grand poème (ru)Торжество авиации (la gloire de l'aviation) n'est pas publié, mais une biographie des frères Wright l'est en 1934. Il se détache de l'acméisme, s'intéresse à d'autres courants poétiques, et se rapproche brièvement de Vladimir Maïakovski et plus étroitement de Boris Pasternak,.
Pendant la guerre, Zenkevitch, inapte au service pour des raisons de santé, est évacué à Tchistopol. Il intervient à la radio, compose des recueils de vers antifascistes et se rend souvent sur le front pour donner des lectures poétiques. Un autre grand poème, (ru) К Сталинграду от Танненберг (De Tannenberg à Salingrad) reste impublié,.
Il continue à traduire et écrire après la guerre. Il rejoint le PCUS en 1947. En 1960, il visite les États-Unis pour répondre à l'invitation de poètes dont il a traduit l'œuvre, comme Mike Gold et Robert Frost, puis d'autres pays. Il prépare avec L. N. Tcherkovi et S. G. Chklovska un recueil de vers de Vladimir Narbout édité à Paris en 1963. Ses derniers recueil poétiques publiés sont (ru)Сквозь грозы лет (A travers les années d'orage) en 1962 et (ru) Избранное (Choix) en 1973.
Il décède le 14 septembre 1973, à Moscou.

## Elga: roman souvenir

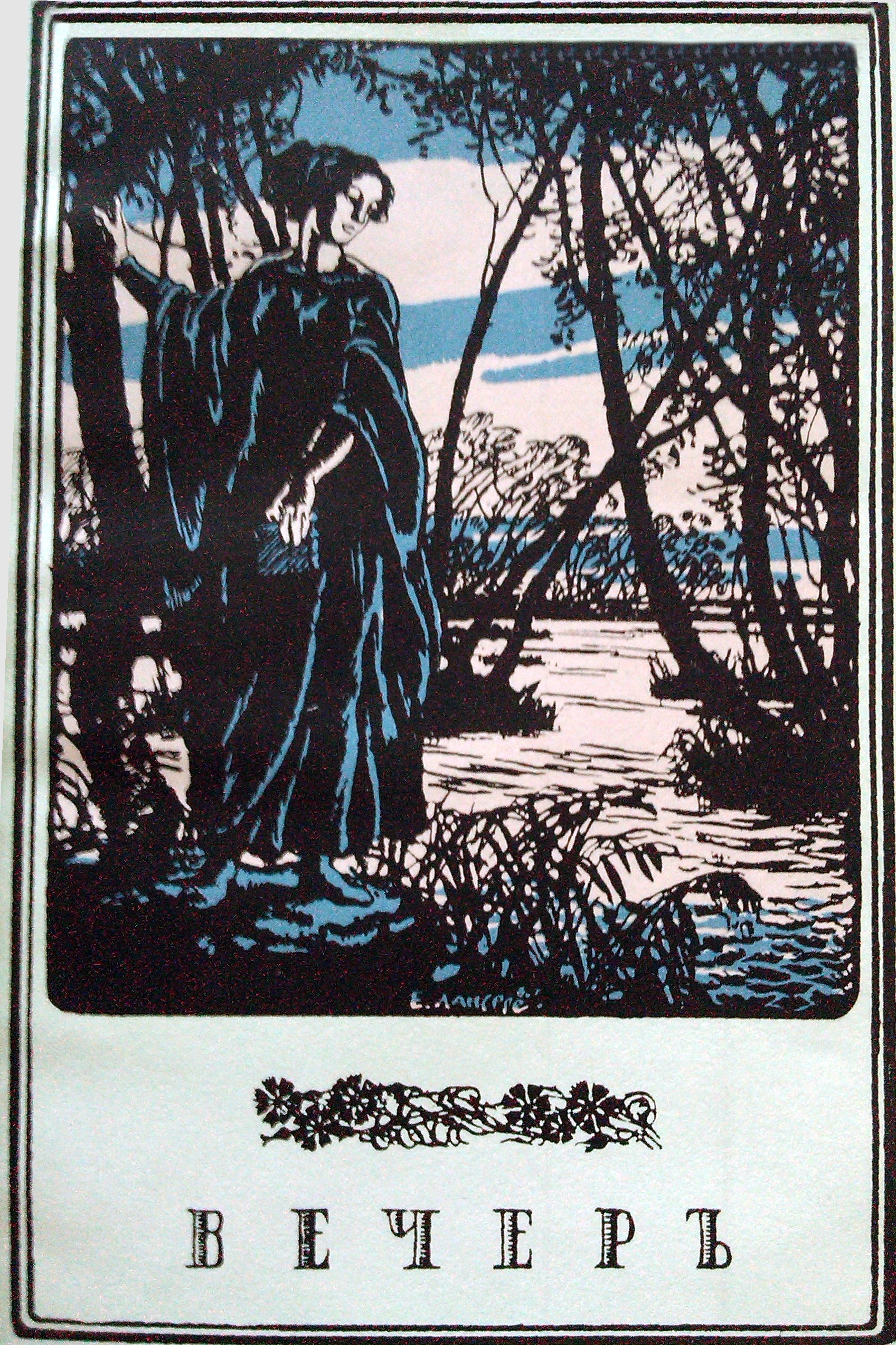
La 1re page du recueil Le soir, d'Anna Akhmatova, publié en même temps que La porphyre sauvage, de Mikhaïl Zenkevitch

La seule grande œuvre de Mikhaïl Zenkevitch traduite en français, par Luba Jurgenson, est (ru) Эльга : Беллетрист. мемуары, sous le titre de Elga : roman-souvenir. Le récit se situe dans la Petrograd révolutionnaire. L'auteur y succombe au typhus, mais, ramené au monde vivant par un médecin défunt, replonge dans son passé. L'héroïne de son rêve hallucinatoire est Elga, Anna Akhmatova, les protagonistes, Nikolaï Goumilev et Grigori Raspoutine. Le manuscrit a été ouvert à la mort de Mikhaïl Zenkevitch, en 1973, par sa femme Alexandra Zenkevitch.

## Œuvres

### Poésies
- (ru) Дикая порфира [« La porphyre sauvage »], Saint-Pétersbourg, Цех поэтов,‎ 1912, 105 p. (lire en ligne) ;
- (ru) Четырнадцать стихотворений [« Quatorze Poèmes »], Petrograd, Гиперборей,‎ 1918, 28 p. ;
- (ru) Пашня танков [« Labours de chars »], Saratov, Губполиграфотд.,‎ 1921, 29 p. ;
- (ru) Под пароходным носом [« Sous le nez du vapeur »], Moscou, Узел,‎ 1926, 31 p. ;
- (ru) Поздний пролёт [« Survol tardif »], Moscou - Leningrad, Земля и фабрика,‎ 1928, 101 p. ;
- (ru) Машинная страда [« Moisson mécanique »], Огиз — ГИХЛ,‎ 1931, 48 p. ;
- (ru) Избранные стихи [« Poésies choisies »], Moscou, Жур.-газ. объединение (Библиотека «Огонёк»),‎ 1932, 32 p. ;
- (ru) Избранные стихи [« Poésies choisies »], Moscou, Сов. лит-ра,‎ 1933, 173 p. ;
- (ru) Набор высоты [« Assortiment de grandeur »], Moscou, Гослитиздат,‎ 1937, 231 p. ;
- (ru) Сквозь грозы лет [« A travers les années d'orage »]  (préf. А. Волков (A. Volkov), Un portrait de l'auteur), Moscou, Гослитиздат,‎ 1962, 222 p. ;
- (ru) Избраннoе [« Choix »]  (préf. Н. С. Тихонов (N. S. Tikhonov), ill. И. Сальникова и В Сальников (I. Salnikova et V. Salnikov), Un portrait de l'auteur. Illustrations), Moscou, Худ. лит,‎ 1973, 222 p. ;
- (ru) Сказочная эра : Стихотворения. Повесть. Беллетристические мемуары : Сост., подготовка текстов, прим., краткая биохроника С. Е. Зенкевича  (préf. Лев Озеров (Lev Ozerov)), Moscou, Школа-пресс (Круг чтения: школьная программа),‎ 1994, 688 p.

### Prose
- (ru) Братья Райт [« Les frères Wright »], Moscou, Жур.-газ. объединение, coll. « Жизнь замечательных людей »,‎ 1933, 197 p. ;
- (ru) Эльга : Беллетрист. мемуары [« Elga : Littérat. Mémoires »], Moscou, Кор-инф,‎ 1991, 208 p. :
  - Traduction française : Elga : roman-souvenir  (trad. Luba Jurgenson), Boulogne, Éd. du Griot, 1992, 192 p. (ISBN 2-907217-38-0, OCLC 27774055, lire en ligne), réédité chez Gingko en 2003.

### Traductions
- (ru) Гюго В. Май 1871 года [« Hugo V.. Mai 1971 »]  (Traduit du français), Moscou, Красная новь,‎ 1923, 22 p. ;
- (ru) Фрейлиграт Ф. Вопреки всему. Избранные стихотворения - [« Freiligrath F. En dépit de tout. Poésies choisies »]  (Traduit de l'allemand), Moscou, Гос. изд.,‎ 1924, 12 p. ;
- (ru) Негош П. Горный венец [« Petar II Petrović-Njegoš Gorski Vijenac La couronne des montagnes (en) »]  (Traduit du serbe), Moscou, Гослитиздат,‎ 1948, 175 p.

#### Liste de traductions de l'anglais et d'autres langues
- (ru) « Переводы М. Зенкевича » [« Traductions de M. Zenkevitch »], sur www.fantlab.ru (consulté le 21 juillet 2017)